# أمفيكليا
{{coord|38|38|16|N|22|35|21|E|region:GR_type:landmark}}
أمفيكليا (Αμφίκλεια) هي مدينة في فثيوتيس في مقاطعة كينتريكي إلادا في اليونان.
يبلغ عدد سكانها حوالي 3377 نسمة.